# Zhushan, Wanzhou
Zhushan (kinesiska: 柱山) är en socken i sydvästra Kina. Den ligger i stadsdistriktet Wanzhou i storstadsområdet Chongqing, omkring 210 kilometer nordost om det centrala stadsdistriktet Yuzhong. Antalet invånare är 16 331. Befolkningen består av 7 784 kvinnor och 8 547 män. Barn under 15 år utgör 11,0 %, vuxna 15-64 år 76 %, och äldre över 65 år 12,0 %.